# Treva dels dotze anys

Imperi de la Monarquia Hispànica

Províncies Unides

La treva dels dotze anys, també anomenada treva d'Anvers, va ser un tractat signat el 1609 entre la Monarquia Hispànica i les Províncies Unides dels Països Baixos; va suposar una aturada pacífica en la guerra dels Vuitanta Anys que els neerlandesos mantenien contra l'Imperi Espanyol des de 1568 per aconseguir la seva independència política.

## Context
Des de 1568, les províncies del nord dels Països Baixos (anomenades genèricament "Holanda") mantenien contra Espanya la guerra dels Vuitanta Anys o guerra de Flandes amb el suport de França i Anglaterra.
Després de la signatura de la Pau de Vervins el 1598 i del tractat de Londres el 1604, amb els quals Espanya feia la pau amb França i el Regne d'Anglaterra, respectivament, Holanda va perdre els suport militar d'ambdòs països i va quedar sola en la guerra; l'embargament que Espanya havia mantingut sobre les Províncies Unides dificultava el seu comerç i la despesa militar durant 30 anys deixava Holanda amb mala posició econòmica.
Tant el rei d'Espanya Felip III com els seus consellers i militars van veure de bon grat que s'establís aquesta treva.
Johan van Oldenbarnevelt, Gran Pensionari d'Holanda, partidari de la treva, s'enfrontava amb l'oposició de Maurici de Nassau, estatúder i cap de l'exèrcit holandès, i dels líders religiosos calvinistes partidaris de continuar la guerra; finalment també aquests van acceptar la treva.

## El tractat
Per convinència de les dues parts en conflicte, el 1607 s'iniciaren conversacions bipartites amb la presència d'intermediaris francesos, anglesos i venecians, que van donar com a resultat la signatura del tractat el 9 d'abril de 1609 a la ciutat d'Anvers.
Segons els termes del tractat, ambdues parts es comprometien a:
- Mantenir un cessament de les hostilitats durant un termini de dotze anys;
- Auxecar l'embargament que prohibia les Províncies Unides comerciar amb Europa;
- Llibertat comercial per a les Províncies Unides a les Índies;
- Els calvinistes holandesos no van acceptar garantir la llibertat religiosa per als catòlics.

Amb excepció de conflicte puntuals de poca importància, la treva va ser respectada per ambdues parts.

## Conseqüències
La signatura de la treva va suposar el reconeixement de facto de la independència de les províncies del nord dels Països Baixos: Holanda, Zelanda, Utrecht, Frísia, Groninga, Overijssel i Güeldres.

## Final de la treva
Durant la treva van sorgir noves divisions religioses i polítiques dins la República. Els seguidors del clergue anticalvinista Jacobus Arminius, els Remonstrants, van entrar en un conflicte amb els seguidors de Franciscus Gomarus, els contrarremonstrants. A més d'una diferència d'opinió religiosa, hi va haver principalment un conflicte polític perquè els Remonstrants eren més republicans que els contrarremonstrants, que creien en una posició forta de la Casa d'Orange, i els Remonstrants havien estat a favor de l'armistici mentre els contraremonstrants en contra. Johan van Oldenbarnevelt estava al costat dels Remonstrants i Maurici es va fer costat als contrarremonstrants. El corrent d'Oldenbarnevelt només va triomfar en Amsterdam, i el corrent més radical es va imposar en la resta dels estats. El conflicte es va intensificar amb un cop d'estat de Maurici i el seu exèrcit, Van Oldenbarnevelt va ser arrestat i condemnat per alta traïció. En el Sínode de Dort de 1618–19 al que els tretze pastors armininianistes, encapçalats per Simon Episcopius, varen ser exclosos, es va establir la victòria de l'escola calvinista i es va declarar la teologia remonstrant contrària a les Escriptures. El 13 de maig de 1619 Van Oldenbarnevelt va ser decapitat al Binnenhof de l'Haia i Maurici es va convertir a més de cap militar en el líder polític indiscutible de la República.
El 1621 no es va prorrogar la treva i així la guerra va continuar fins a 1648, any de la independència definitiva dels Països Baixos sansionada pel tractat de Münster.